# Mutants of Sound
Mutants of Sound jest pierwszym długogrającym albumem grupy DJ? Acucrack.

## Lista utworów
1. "High" – 1:00
2. "Allegra" – 6:18
3. "Swollen with Glee" – 6:32
4. "Lust in Space" – 4:43
5. "Nation State" – 10:54
6. "Bitch Universal" – 7:54
7. "Road Speed Governor" – 2:29
8. "Get in Me" – 6:47
9. "You're Not the Fastest Ship" – 6:14
10. "Strobe" – 2:48
11. "Scientists Playing God" – 4:28